# Fiyi en la Copa Mundial de Fútbol Sub-20 de 2015
La selección de Fiyi fue uno de los 24 equipos participantes de la Copa Mundial de Fútbol Sub-20 de 2015, que tuvo lugar en Nueva Zelanda entre el 30 de mayo y el 20 de junio. Fue la primera participación en un torneo FIFA para una selección proveniente del país. El conjunto fiyiano clasificó al ganar el Campeonato Sub-20 de la OFC 2014, del cual fue organizador, y que contó con la destacada ausencia de Nueva Zelanda, automáticamente clasificada como sede.
Fue sorteado en el grupo F junto con Alemania, Uzbekistán y Honduras. A pesar de caer en el primer encuentro ante los germanos por 8:1, el siguiente encuentro ante los hondureños terminó en victoria por 3:0. Significó el primer partido ganado para un equipo proveniente de la Confederación de Fútbol de Oceanía en la historia del torneo. El último partido de la fase de grupos Uzbekistán derrotó a Fiyi 3:0 y lo eliminó de la competición.

## Clasificación
El campeonato clasificatorio oceánico de 2014 contó con seis equipos participantes. Además de Fiyi, organizador del evento, se inscribieron las Islas Salomón, Nueva Caledonia, Papúa Nueva Guinea, Samoa Americana y Vanuatu. Entre los ausentes se destacaban Nueva Zelanda, que ya había clasificado al Mundial Sub-20 por ser anfitrión del mismo, y Tahití. Los dos elencos había sido los únicos capaces de ganar las ediciones posteriores a 2006, cuando Australia abandonó la Confederación de Fútbol de Oceanía.
La selección fiyiana venció 4:0 al combinado samoamericano en su primer partido, marcando los cuatro goles en la primera mitad. En el siguiente encuentro, derrotó 2:0 a Nueva Caledonia y más adelante se impuso 3:0 ante Papúa Nueva Guinea. De esa manera, legó al cuarto partido sin haber recibido goles y con la posibilidad de clasificar al Mundial en caso de conseguir la victoria sobre Vanuatu. En el encuentro, los vanuatuenses tomaron la ventaja, pero el elenco fiyiano logró marcar en dos ocasiones. Finalmente, el equipo visitante igualó la contienda y dejó el resultado definitivo en 2:2, extendiendo la definición a la última jornada. En dicha instancia, las Islas Salomón comenzaron venciendo a Fiyi con un gol marcado apenas comenzado el juego, pero dos tantos en la mitad de la primera etapa sellaron el 2:1 para los fiyianos y la clasificación a la Copa Mundial Sub-20 de 2015.
| Selección          | Pts | PJ | PG | PE | PP | GF | GC | Dif |
| ------------------ | --- | -- | -- | -- | -- | -- | -- | --- |
| Fiyi               | 13  | 5  | 4  | 1  | 0  | 13 | 3  | 10  |
| Vanuatu            | 11  | 5  | 3  | 2  | 0  | 11 | 4  | 7   |
| Nueva Caledonia    | 9   | 5  | 3  | 0  | 2  | 17 | 5  | 12  |
| Islas Salomón      | 4   | 5  | 1  | 1  | 3  | 7  | 7  | 0   |
| Papúa Nueva Guinea | 4   | 5  | 1  | 1  | 3  | 6  | 13 | -7  |
| Samoa Americana    | 1   | 5  | 0  | 1  | 4  | 1  | 23 | -22 |

### Resultados
| 23 de mayo de 2014 | Samoa Americana | 0:4 (0:4) | Fiyi                                                 | ANZ Stadium, Suva       |                         |
|                    |                 | Reporte   | Waqa 15' · Dreola 24' · Tuinuva 30' · Naibenia 45+3' | Árbitro(s): Albert Maru | Árbitro(s): Albert Maru |

| 25 de mayo de 2014 | Fiyi                      | 2:0 (0:0) | Nueva Caledonia | ANZ Stadium, Suva          |                            |
|                    | Nabenia 47' · Tuinuva 65' | Reporte   |                 | Árbitro(s): Robinson Banga | Árbitro(s): Robinson Banga |

| 27 de mayo de 2014 | Fiyi                            | 3:0 (1:0) | Papúa Nueva Guinea | ANZ Stadium, Suva        |                          |
|                    | Sahib 43' · Toma 55' · Waqa 76' | Reporte   |                    | Árbitro(s): Bruce George | Árbitro(s): Bruce George |

| 29 de mayo de 2014 | Vanuatu              | 2:2 (1:2) | Fiyi                   | ANZ Stadium, Suva          |                            |
|                    | Kalo 22' · Iawak 57' | Reporte   | Chand 25' · Dreola 48' | Árbitro(s): Averii Jacques | Árbitro(s): Averii Jacques |

| 31 de mayo de 2014 | Fiyi                  | 2:1 (2:1) | Islas Salomón | ANZ Stadium, Suva       |                         |
|                    | Chand 26' · Naidu 28' | Reporte   | Kaua 9'       | Árbitro(s): Albert Maru | Árbitro(s): Albert Maru |

## Preparación
La Confederación de Fútbol de Oceanía invitó al combinado fiyiano a participar de la recién creada Copa Presidente de la OFC, torneo de carácter amistoso, para ayudarlo en su preparación de cara al campeonato mundial. Fiyi perdió en la fase de grupos ante el Amicale vanuatuense por 3:0 y ante el Busaiteen bareiní por 7:1. Por ello, disputó el partido por el quinto lugar, en el cual cayó nuevamente frente al Bodden Town de las Islas Caimán 3:0.
En febrero de 2015 emprendió una gira por el Sudeste Asiático que incluyó a Birmania y Malasia. En el primer país, enfrentó al seleccionado local sub-20 dos veces, en las que perdió 1:0 y 3:0; mientras que empató sin goles con el combinado sub-22. En terreno malayo, los fiyianos vencieron a la selección anfitriona sub-22 por 1:0 e igualaron 2:2 ante el combinado sub-19. En mayo viajó a Sídney, Australia para enfrentar a México y Colombia. Fue vencido por el elenco mexicano 3:0 y por el colombiano 2:1. Ya en Nueva Zelanda, Fiyi cayó 7:0 ante Hungría.

### Enfrentamientos previos
| Fecha                 | Lugar     |          |                     | Resultado |                     |          |
| --------------------- | --------- | -------- | ------------------- | --------- | ------------------- | -------- |
| 17 de febrero de 2015 | Mandalay  | Birmania | Bandera de Birmania | 1:0 (1:0) | Bandera de Fiyi     | Fiyi     |
| 20 de febrero de 2015 | Mandalay  | Birmania | Bandera de Birmania | 3:0 (1:0) | Bandera de Fiyi     | Fiyi     |
| 16 de mayo de 2015    | Sídney    | Fiyi     | Bandera de Fiyi     | 0:3 (0:1) | Bandera de México   | México   |
| 19 de mayo de 2015    | Sídney    | Fiyi     | Bandera de Fiyi     | 1:2 (1:1) | Bandera de Colombia | Colombia |
| 27 de mayo de 2015    | Cambridge | Fiyi     | Bandera de Fiyi     | 0:7 (0:5) | Bandera de Hungría  | Hungría  |

## Jugadores
| #     | Nombre               | Posición         | Edad | Club                 |
| ----- | -------------------- | ---------------- | ---- | -------------------- |
| 1     | Misiwani Nairube     | Arquero          | 19   | Ba                   |
| 2     | Praneel Naidu        | Defensor         | 20   | Ba                   |
| 3     | Garish Prasad        | Defensor         | 20   | Rewa                 |
| 4     | Jale Dreloa          | Defensor         | 20   | Suva                 |
| 5     | Atonio Tuivuna       | Defensor         | 20   | Nadi                 |
| 6     | Mohammed Khan        | Defensor         | 19   | Nadi                 |
| 7     | Nickel Chand         | Mediocampista    | 19   | Suva                 |
| 8     | Setareki Hughes      | Mediocampista    | 19   | Rewa                 |
| 9     | Iosefo Verevou       | Mediocampista    | 19   | Rewa                 |
| 10    | Junior Rao           | Mediocampista    | 19   | Ba                   |
| 11    | Gabariele Matanisiga | Delantero        | 19   | Labasa               |
| 12    | Ratu Waranaivalu     | Mediocampista    | 19   | Rewa                 |
| 13    | Mataiasi Toma        | Defensor         | 17   | Nadi                 |
| 14    | Ravnit Chand         | Mediocampista    | 19   | Ba                   |
| 15    | Saula Waqa           | Delantero        | 19   | Ba                   |
| 16    | Jonetani Buksh       | Mediocampista    | 18   | Ba                   |
| 17    | Kolinio Sivoki       | Defensor         | 19   | Suva                 |
| 18    | Altaaf Mansoor       | Delantero        | 19   | Suva                 |
| 19    | Asnil Raju           | Delantero        | 19   | Labasa               |
| 20    | Divikesh Deo         | Arquero          | 19   | Auckland United      |
| 21    | Shaneel Naidu        | Arquero          | 19   | Ba                   |
| D. T. | Frank Farina         | Director técnico | 50   | Bandera de Australia |

## Participación

### Fase de grupos
| Equipo     | Pts | PJ | PG | PE | PP | GF | GC | Dif |
| ---------- | --- | -- | -- | -- | -- | -- | -- | --- |
| Alemania   | 9   | 3  | 3  | 0  | 0  | 16 | 2  | 14  |
| Uzbekistán | 3   | 3  | 1  | 0  | 2  | 6  | 7  | -1  |
| Honduras   | 3   | 3  | 1  | 0  | 2  | 5  | 11 | -6  |
| Fiyi       | 3   | 3  | 1  | 0  | 2  | 4  | 11 | -7  |

| 1     | Guardameta     | Marvin Schwäbe    |     |
| 4     | Defensa        | Kevin Akpoguma    | 59' |
| 5     | Defensa        | Niklas Stark      |     |
| 15    | Defensa        | Marc-Oliver Kempf |     |
| 2     | Defensa        | Grischa Prömel    |     |
| 8     | Centrocampista | Matti Steinmann   |     |
| 16    | Centrocampista | Robert Bauer      |     |
| 11    | Centrocampista | Julian Brandt     | 65' |
| 18    | Centrocampista | Hany Mukhtar      |     |
| 10    | Centrocampista | Marc Stendera     |     |
| 7     | Delantero      | Levin Öztunali    | 65' |
| D. T. | D. T.          | Frank Wormuth     |     |

| 1     | Guardameta     | Misiwani Nairube |     |
| 17    | Defensa        | Kolinio Sivoki   |     |
| 5     | Defensa        | Atonio Tuivuna   | 82' |
| 4     | Defensa        | Jale Dreloa      |     |
| 6     | Defensa        | Mohammed Khan    |     |
| 7     | Centrocampista | Nickel Chand     |     |
| 8     | Centrocampista | Setareki Hughes  | 86' |
| 3     | Centrocampista | Garish Prasad    |     |
| 12    | Centrocampista | Ratu Waranaivalu |     |
| 9     | Delantero      | Iosefo Verevou   | 73' |
| 15    | Delantero      | Saula Waqa       |     |
| D. T. | D. T.          | Frank Farina     |     |

| 13 | Defensa   | Thomas Hagn      | 59' |
| 19 | Delantero | Felix Lohkemper  | 65' |
| 20 | Delantero | Marvin Stefaniak | 65' |

| 2  | Defensa        | Praneel Naidu        | 73' |
| 20 | Centrocampista | Junior Rao           | 82' |
| 9  | Delantero      | Gabariele Matanisiga | 86' |

| Anotado | 18' | Niklas Stark     | 1 - 0 |
| Anotado | 20' | Marc Stendera    | 2 - 0 |
| Anotado | 23' | Grischa Prömel   | 3 - 0 |
| Anotado | 27' | Niklas Stark     | 4 - 0 |
| Anotado | 34' | Hany Mukhtar     | 5 - 0 |
| Anotado | 40' | Hany Mukhtar     | 6 - 0 |
| Anotado | 68' | Marvin Stefaniak | 7 - 1 |
| Anotado | 89' | Hany Mukhtar     | 8 - 1 |

| Anotado | 48' | Iosefo Verevou | 6 - 1 |

| Amonestado | 53' | Jale Dreloa    |
| Amonestado | 60' | Atonio Tuivuna |

| Árbitro             | John Pittí       |
| Árbitros asistentes | Juan Baines      |
| Árbitros asistentes | Gabriel Victoria |
| Cuarto árbitro      | Jesús Valenzuela |

| 1     | Guardameta     | Marvin Schwäbe    |     |
| 4     | Defensa        | Kevin Akpoguma    | 59' |
| 5     | Defensa        | Niklas Stark      |     |
| 15    | Defensa        | Marc-Oliver Kempf |     |
| 2     | Defensa        | Grischa Prömel    |     |
| 8     | Centrocampista | Matti Steinmann   |     |
| 16    | Centrocampista | Robert Bauer      |     |
| 11    | Centrocampista | Julian Brandt     | 65' |
| 18    | Centrocampista | Hany Mukhtar      |     |
| 10    | Centrocampista | Marc Stendera     |     |
| 7     | Delantero      | Levin Öztunali    | 65' |
| D. T. | D. T.          | Frank Wormuth     |     |

| 1     | Guardameta     | Misiwani Nairube |     |
| 17    | Defensa        | Kolinio Sivoki   |     |
| 5     | Defensa        | Atonio Tuivuna   | 82' |
| 4     | Defensa        | Jale Dreloa      |     |
| 6     | Defensa        | Mohammed Khan    |     |
| 7     | Centrocampista | Nickel Chand     |     |
| 8     | Centrocampista | Setareki Hughes  | 86' |
| 3     | Centrocampista | Garish Prasad    |     |
| 12    | Centrocampista | Ratu Waranaivalu |     |
| 9     | Delantero      | Iosefo Verevou   | 73' |
| 15    | Delantero      | Saula Waqa       |     |
| D. T. | D. T.          | Frank Farina     |     |

| 13 | Defensa   | Thomas Hagn      | 59' |
| 19 | Delantero | Felix Lohkemper  | 65' |
| 20 | Delantero | Marvin Stefaniak | 65' |

| 2  | Defensa        | Praneel Naidu        | 73' |
| 20 | Centrocampista | Junior Rao           | 82' |
| 9  | Delantero      | Gabariele Matanisiga | 86' |

| Anotado | 18' | Niklas Stark     | 1 - 0 |
| Anotado | 20' | Marc Stendera    | 2 - 0 |
| Anotado | 23' | Grischa Prömel   | 3 - 0 |
| Anotado | 27' | Niklas Stark     | 4 - 0 |
| Anotado | 34' | Hany Mukhtar     | 5 - 0 |
| Anotado | 40' | Hany Mukhtar     | 6 - 0 |
| Anotado | 68' | Marvin Stefaniak | 7 - 1 |
| Anotado | 89' | Hany Mukhtar     | 8 - 1 |

| Anotado | 48' | Iosefo Verevou | 6 - 1 |

| Amonestado | 53' | Jale Dreloa    |
| Amonestado | 60' | Atonio Tuivuna |

| Árbitro             | John Pittí       |
| Árbitros asistentes | Juan Baines      |
| Árbitros asistentes | Gabriel Victoria |
| Cuarto árbitro      | Jesús Valenzuela |

| 1     | Guardameta     | Misiwani Nairube |       |
| 17    | Defensa        | Kolinio Sivoki   |       |
| 5     | Defensa        | Atonio Tuivuna   |       |
| 4     | Defensa        | Jale Dreloa      |       |
| 2     | Defensa        | Praneel Naidu    |       |
| 7     | Centrocampista | Nickel Chand     |       |
| 3     | Centrocampista | Garish Prasad    |       |
| 12    | Centrocampista | Ratu Waranaivalu | 75'   |
| 15    | Delantero      | Saula Waqa       | 90+3' |
| 9     | Delantero      | Iosefo Verevou   |       |
| 8     | Delantero      | Setareki Hughes  |       |
| D. T. | D. T.          | Frank Farina     |       |

| 1     | Guardameta     | Cristian Hernández |     |
| 2     | Defensa        | Kevin Álvarez      |     |
| 3     | Defensa        | Jhonatan Paz       |     |
| 6     | Defensa        | Carlos Moncada     |     |
| 18    | Defensa        | Marcelo Pereira    |     |
| 10    | Centrocampista | Jese Escalante     | 59' |
| 11    | Centrocampista | Kevin López        | 45' |
| 13    | Centrocampista | Jhow Benavídez     |     |
| 20    | Centrocampista | Deybi Flores       |     |
| 9     | Delantero      | Bryan Róchez       |     |
| 17    | Delantero      | Alberth Elis       | 45' |
| D. T. | D. T.          | Jorge Jiménez      |     |

| 10 | Centrocampista | Junior Rao           | 75'   |
| 11 | Delantero      | Gabariele Matanisiga | 90+3' |

| 7  | Delantero | Michaell Chirinos | 45' |
| 15 | Delantero | Orental Bodden    | 45' |
| 19 | Delantero | Junior Lacayo     | 59' |

| Anotado | 14' | Iosefo Verevou            | 1 - 0 |
| Anotado | 19' | Saula Waqa                | 2 - 0 |
| Anotado | 45' | Kevin Álvarez (en contra) | 3 - 0 |

| Árbitro             | Kim Jong-Hyeok      |
| Árbitros asistentes | Yoon Kwangyeol      |
| Árbitros asistentes | Yang Byoung-Eun     |
| Cuarto árbitro      | Muhhamed Bin Jahari |

| 1     | Guardameta     | Misiwani Nairube |       |
| 17    | Defensa        | Kolinio Sivoki   |       |
| 5     | Defensa        | Atonio Tuivuna   |       |
| 4     | Defensa        | Jale Dreloa      |       |
| 2     | Defensa        | Praneel Naidu    |       |
| 7     | Centrocampista | Nickel Chand     |       |
| 3     | Centrocampista | Garish Prasad    |       |
| 12    | Centrocampista | Ratu Waranaivalu | 75'   |
| 15    | Delantero      | Saula Waqa       | 90+3' |
| 9     | Delantero      | Iosefo Verevou   |       |
| 8     | Delantero      | Setareki Hughes  |       |
| D. T. | D. T.          | Frank Farina     |       |

| 1     | Guardameta     | Cristian Hernández |     |
| 2     | Defensa        | Kevin Álvarez      |     |
| 3     | Defensa        | Jhonatan Paz       |     |
| 6     | Defensa        | Carlos Moncada     |     |
| 18    | Defensa        | Marcelo Pereira    |     |
| 10    | Centrocampista | Jese Escalante     | 59' |
| 11    | Centrocampista | Kevin López        | 45' |
| 13    | Centrocampista | Jhow Benavídez     |     |
| 20    | Centrocampista | Deybi Flores       |     |
| 9     | Delantero      | Bryan Róchez       |     |
| 17    | Delantero      | Alberth Elis       | 45' |
| D. T. | D. T.          | Jorge Jiménez      |     |

| 10 | Centrocampista | Junior Rao           | 75'   |
| 11 | Delantero      | Gabariele Matanisiga | 90+3' |

| 7  | Delantero | Michaell Chirinos | 45' |
| 15 | Delantero | Orental Bodden    | 45' |
| 19 | Delantero | Junior Lacayo     | 59' |

| Anotado | 14' | Iosefo Verevou            | 1 - 0 |
| Anotado | 19' | Saula Waqa                | 2 - 0 |
| Anotado | 45' | Kevin Álvarez (en contra) | 3 - 0 |

| Árbitro             | Kim Jong-Hyeok      |
| Árbitros asistentes | Yoon Kwangyeol      |
| Árbitros asistentes | Yang Byoung-Eun     |
| Cuarto árbitro      | Muhhamed Bin Jahari |

| 1     | Guardameta     | Misiwani Nairube |     |
| 17    | Defensa        | Kolinio Sivoki   |     |
| 5     | Defensa        | Atonio Tuivuna   |     |
| 4     | Defensa        | Jale Dreloa      |     |
| 2     | Defensa        | Praneel Naidu    |     |
| 7     | Centrocampista | Nickel Chand     |     |
| 3     | Centrocampista | Garish Prasad    | 74' |
| 12    | Centrocampista | Ratu Waranaivalu | 69' |
| 15    | Delantero      | Saula Waqa       |     |
| 9     | Delantero      | Iosefo Verevou   |     |
| 8     | Delantero      | Setareki Hughes  | 69' |
| D. T. | D. T.          | Frank Farina     |     |

| 1     | Guardameta     | Dilshod Khamraev     |     |
| 2     | Defensa        | Rustamjon Ashurmatov |     |
| 3     | Defensa        | Ibrokhim Abdullaev   |     |
| 5     | Defensa        | Odiljon Hamrobekov   |     |
| 6     | Defensa        | Akramjon Komilov     |     |
| 8     | Centrocampista | Javokhir Sokhibov    |     |
| 10    | Centrocampista | Otabek Shukurov      |     |
| 17    | Centrocampista | Dostonbek Khamdamov  | 84' |
| 20    | Centrocampista | Dostonboek Turnusov  |     |
| 9     | Delantero      | Eldor Shumurodov     | 74' |
| 19    | Delantero      | Zabikhillo Urinboev  |     |
| D. T. | D. T.          | Ravshan Khaydarov    |     |

| 10 | Centrocampista | Junior Rao           | 68' |
| 11 | Delantero      | Gabariele Matanisiga | 69' |
| 6  | Defensa        | Mohammed Khan        | 74' |

| 4  | Delantero | Mirjamol Kosimov     | 74' |
| 18 | Delantero | Ravshanbek Khursanov | 84' |

| Anotado | 62'   | Eldor Shumurodov    | 0 - 1 |
| Anotado | 63'   | Zabikhillo Urinboev | 0 - 2 |
| Anotado | 90+3' | Mirjamol Kosimov    | 0 - 3 |

| Árbitro             | Bernard Camille |
| Árbitros asistentes | Zakhele Siwela  |
| Árbitros asistentes | Marius Tan      |
| Cuarto árbitro      | Liran Liani     |

| 1     | Guardameta     | Misiwani Nairube |     |
| 17    | Defensa        | Kolinio Sivoki   |     |
| 5     | Defensa        | Atonio Tuivuna   |     |
| 4     | Defensa        | Jale Dreloa      |     |
| 2     | Defensa        | Praneel Naidu    |     |
| 7     | Centrocampista | Nickel Chand     |     |
| 3     | Centrocampista | Garish Prasad    | 74' |
| 12    | Centrocampista | Ratu Waranaivalu | 69' |
| 15    | Delantero      | Saula Waqa       |     |
| 9     | Delantero      | Iosefo Verevou   |     |
| 8     | Delantero      | Setareki Hughes  | 69' |
| D. T. | D. T.          | Frank Farina     |     |

| 1     | Guardameta     | Dilshod Khamraev     |     |
| 2     | Defensa        | Rustamjon Ashurmatov |     |
| 3     | Defensa        | Ibrokhim Abdullaev   |     |
| 5     | Defensa        | Odiljon Hamrobekov   |     |
| 6     | Defensa        | Akramjon Komilov     |     |
| 8     | Centrocampista | Javokhir Sokhibov    |     |
| 10    | Centrocampista | Otabek Shukurov      |     |
| 17    | Centrocampista | Dostonbek Khamdamov  | 84' |
| 20    | Centrocampista | Dostonboek Turnusov  |     |
| 9     | Delantero      | Eldor Shumurodov     | 74' |
| 19    | Delantero      | Zabikhillo Urinboev  |     |
| D. T. | D. T.          | Ravshan Khaydarov    |     |

| 10 | Centrocampista | Junior Rao           | 68' |
| 11 | Delantero      | Gabariele Matanisiga | 69' |
| 6  | Defensa        | Mohammed Khan        | 74' |

| 4  | Delantero | Mirjamol Kosimov     | 74' |
| 18 | Delantero | Ravshanbek Khursanov | 84' |

| Anotado | 62'   | Eldor Shumurodov    | 0 - 1 |
| Anotado | 63'   | Zabikhillo Urinboev | 0 - 2 |
| Anotado | 90+3' | Mirjamol Kosimov    | 0 - 3 |

| Árbitro             | Bernard Camille |
| Árbitros asistentes | Zakhele Siwela  |
| Árbitros asistentes | Marius Tan      |
| Cuarto árbitro      | Liran Liani     |